# Лісогірська сільська рада
Лісогі́рська сільська́ ра́да — адміністративно-територіальна одиниця та орган місцевого самоврядування в Городоцькому районі Хмельницької області. Адміністративний центр — село Лісогірка.

## Загальні відомості
Лісогірська сільська рада утворена в 1935 році.
- Територія ради: 27,72 км²
- Населення ради: 850 осіб (станом на 2001 рік)
- Територією ради протікає річка Смотрич

## Населені пункти
Сільській раді підпорядковані населені пункти:
- с. Лісогірка

## Склад ради
Рада складалася з 14 депутатів та голови.
- Голова ради: Варшавська Анжела Валеріївна
- Секретар ради: Хоптинська Тетяна Станіславівна

### Керівний склад попередніх скликань
| Прізвище, ім'я, по батькові  | Основні відомості                                                                     | Дата обрання | Дата звільнення |
| ---------------------------- | ------------------------------------------------------------------------------------- | ------------ | --------------- |
| Варшавська Анжела Валеріївна | Сільський голова, 1971 року народження, освіта незакінчена вища, член Народної партії | 26.03.2006   | 31.10.2010      |
| Варшавська Анжела Валеріївна | Сільський голова, 1971 року народження, освіта незакінчена вища, член Народної партії | 31.10.2010   |                 |

Примітка: таблиця складена за даними сайту Верховної Ради України

### Депутати
За результатами місцевих виборів 2010 року депутатами ради стали:

#### За суб'єктами висування
| Суб'єкт висування | Кількість обраних депутатів | %    |
| ----------------- | --------------------------- | ---- |
| Партія регіонів   | 6                           | 42,9 |
| Народна партія    | 5                           | 35,7 |
| Самовисування     | 3                           | 21,4 |

#### За округами
| № округу        | Прізвище, ім'я, по батькові     | Дата визнання обраним | Освіта             | Партійна приналежність | Відомості про обраного депутата                                  |
| --------------- | ------------------------------- | --------------------- | ------------------ | ---------------------- | ---------------------------------------------------------------- |
| Народна Партія  |                                 |                       |                    |                        |                                                                  |
| 1               | Корчак Яніна Антонівна          | 03.11.2010            | середня спеціальна | член Народної партії   | тимчасово не працює                                              |
| 3               | Кушнір Тетяна Михайлівна        | 03.11.2010            | вища               | член Народної партії   | ДНЗ «Малятко» с. Лісогірка, завідувачка                          |
| 6               | Кшевицька Наталія Борисівна     | 03.11.2010            | середня спеціальна | член Народної партії   | тимчасово не працює                                              |
| 8               | Корнєєва Людмила Петрівна       | 03.11.2010            | середня спеціальна | член Народної партії   | Лісогірська загальноосвітня школа І-ІІ ст., кочегар              |
| 10              | Федорович Ганна Степанівна      | 03.11.2010            | середня спеціальна | член Народної партії   | Лісогірський ДНЗ «Малятко», помічник вихователя                  |
| Партія регіонів |                                 |                       |                    |                        |                                                                  |
| 2               | Андрусяк Марія Іллічна          | 03.11.2010            | вища               | позапартійна           | пенсіонер                                                        |
| 4               | Хоптинська Тетяна Станіславівна | 03.11.2010            | середня спеціальна | позапартійна           | Лісогірська сільська рада, секретар                              |
| 5               | Помаля Павло В'ячеславович      | 03.11.2010            | середня спеціальна | позапартійний          | Ярмолинецьке лісництво Хмельницької області, майстер             |
| 9               | Раднюк Людмила Миколаївна       | 03.11.2010            | середня спеціальна | позапартійна           | с. Лісогірка, приватний підприємець                              |
| 11              | Кайтанюк Наталія Миколаївна     | 03.11.2010            | середня            | позапартійна           | Лісогірська сільська рада, землевпорядник                        |
| 12              | Несмертельна Людмила Йосипівна  | 03.11.2010            | середня спеціальна | позапартійна           | Лісогірська сільська рада, головний бухгалтер                    |
| Самовисування   |                                 |                       |                    |                        |                                                                  |
| 7               | Койчева Валентина Станіславівна | 03.11.2010            | середня спеціальна | позапартійна           | Лісогірська загальноосвітня школа І-ІІ ст., педагог-оргпанізатор |
| 13              | Шароварська Світлана Миколаївна | 03.11.2010            | вища               | позапартійна           | Городоцьке відділення Ощадбанку, економіст                       |
| 14              | Райтаровська Оксана Михайлівна  | 03.11.2010            | середня спеціальна | позапартійна           | с. Лісогірка, приватний підприємець                              |